# Людвигштайн
Людвигштайн (Людвигштейн, остров Мёртвых, нем. Ludwigstein — «скала Людвига») — скалистый остров-некрополь в бухте Защитной Выборгского залива, в северной части выборгского парка Монрепо.

## Капелла Людвигсбург

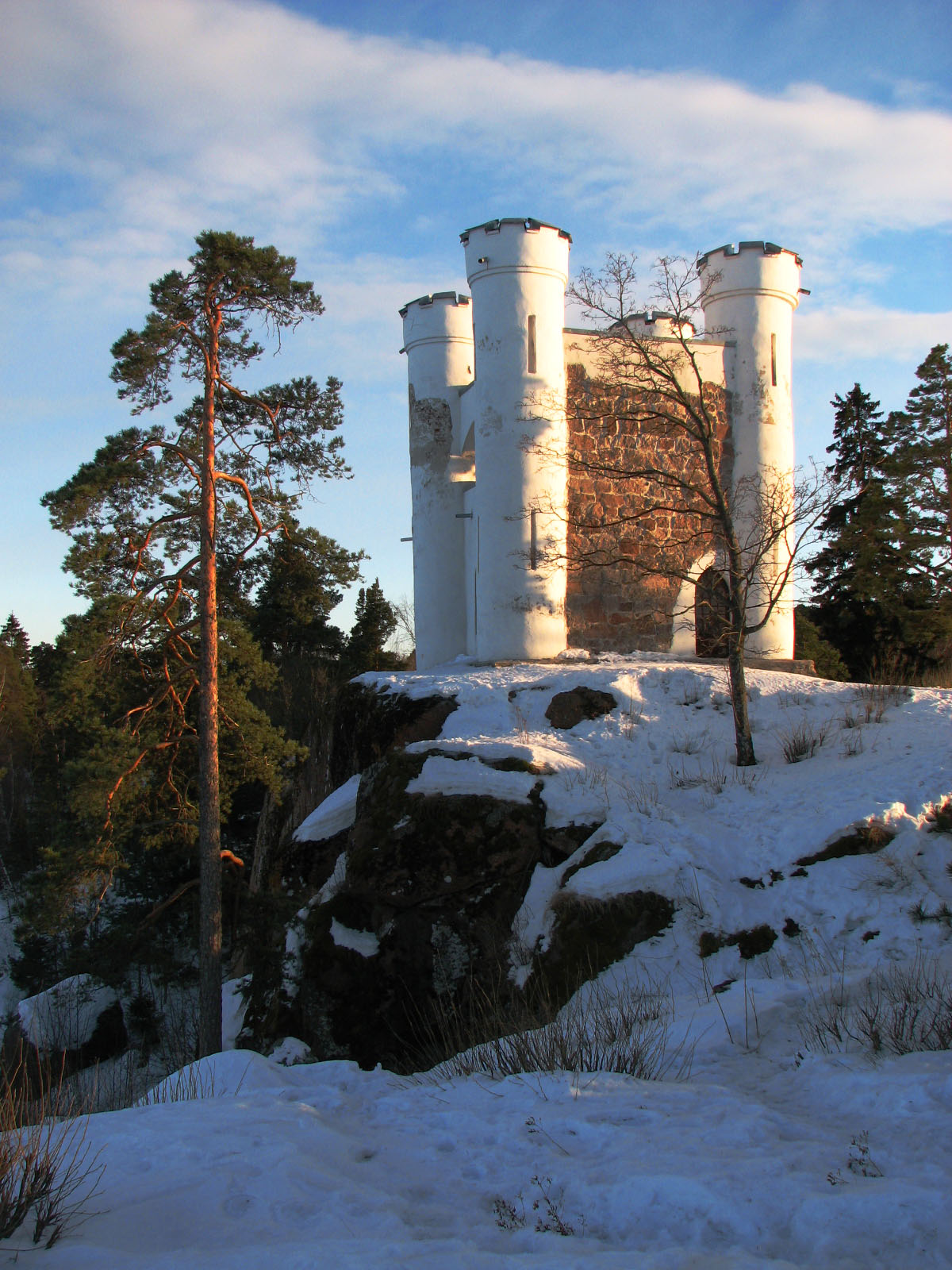
Капелла Людвигсбург

С 1788 года остров, как и всё имение Монрепо, принадлежал немецкому поэту и правоведу Андрею Львовичу (Людвигу) Николаи, наставнику великого князя Павла Петровича. Его называли Эрмитажем или Скалой отшельника. С 1797 года род Николаи был включён Павлом I в число баронских родов Российской империи. К этому времени относится идея владельца парка о строительстве на острове павильона в виде неоготического замка. По легенде, изложенной бароном в поэме «Имение Монрепо в Финляндии», в башне на острове был заточён свергнутый братьями с престола шведский король Эрик XIV. С этим было связано и новое название острова — «Эрихштайн». В разное время проекты замка выполняли архитекторы и художники Д. Мартинелли (1798 г.), П. Гонзаго (1804 г.), Т. де Томон (1809 г.), но только при сыне Людвига, Павле Андреевиче (Пауле) Николаи, в период между 1822 и 1830 годами по проекту архитектора Ч. Х. Тэтама на острове возводится неоготическая капелла-усыпальница, названная Людвигсбургом. В украшенной витражами капелле были размещены бюсты супругов Николаи. На крыше Людвигсбурга устроена смотровая площадка, на которую ведёт каменная лестница.
Сам остров, получивший название Людвигштайн (Людвигштейн), превратился в фамильное кладбище Николаи. На нем была установлена траурная урна в память земляка и сослуживца А. Л. Николаи, Ф. Г. Лафермьера (1737—1796), с надписью: «Памятник уважения, посвящённый дружбе». На другом надгробии было выбито четверостишие Людвига Николаи, в переводе с немецкого звучащее так: «На краткий миг, о холм, ты мой, потом навек я буду твой».
Помимо надгробий, на острове с 1798 года находился и грот Медузы с маской Медузы Горгоны — одна из романтических достопримечательностей парка.

## Паромная переправа на остров Мёртвых

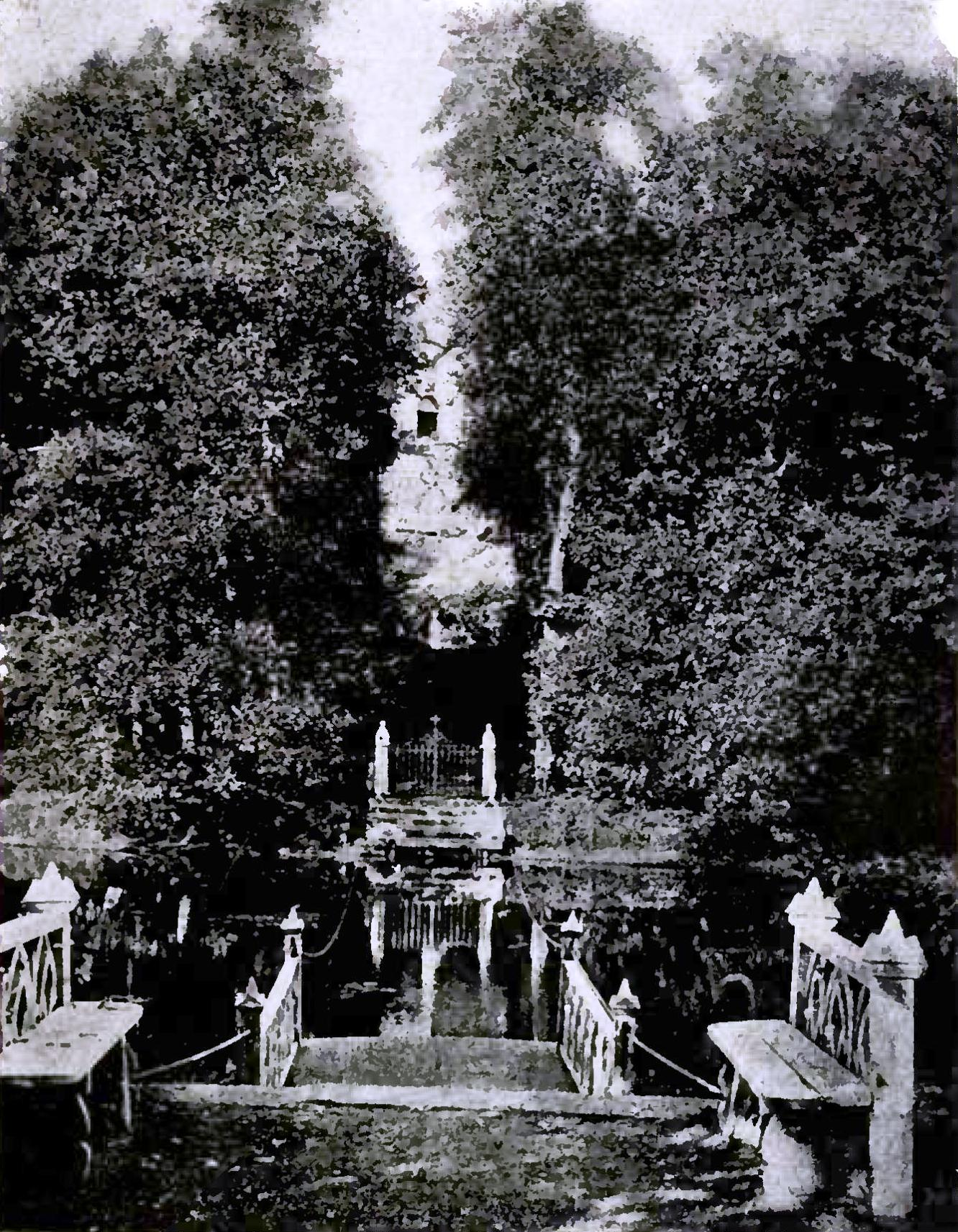
Переправа в начале XX века

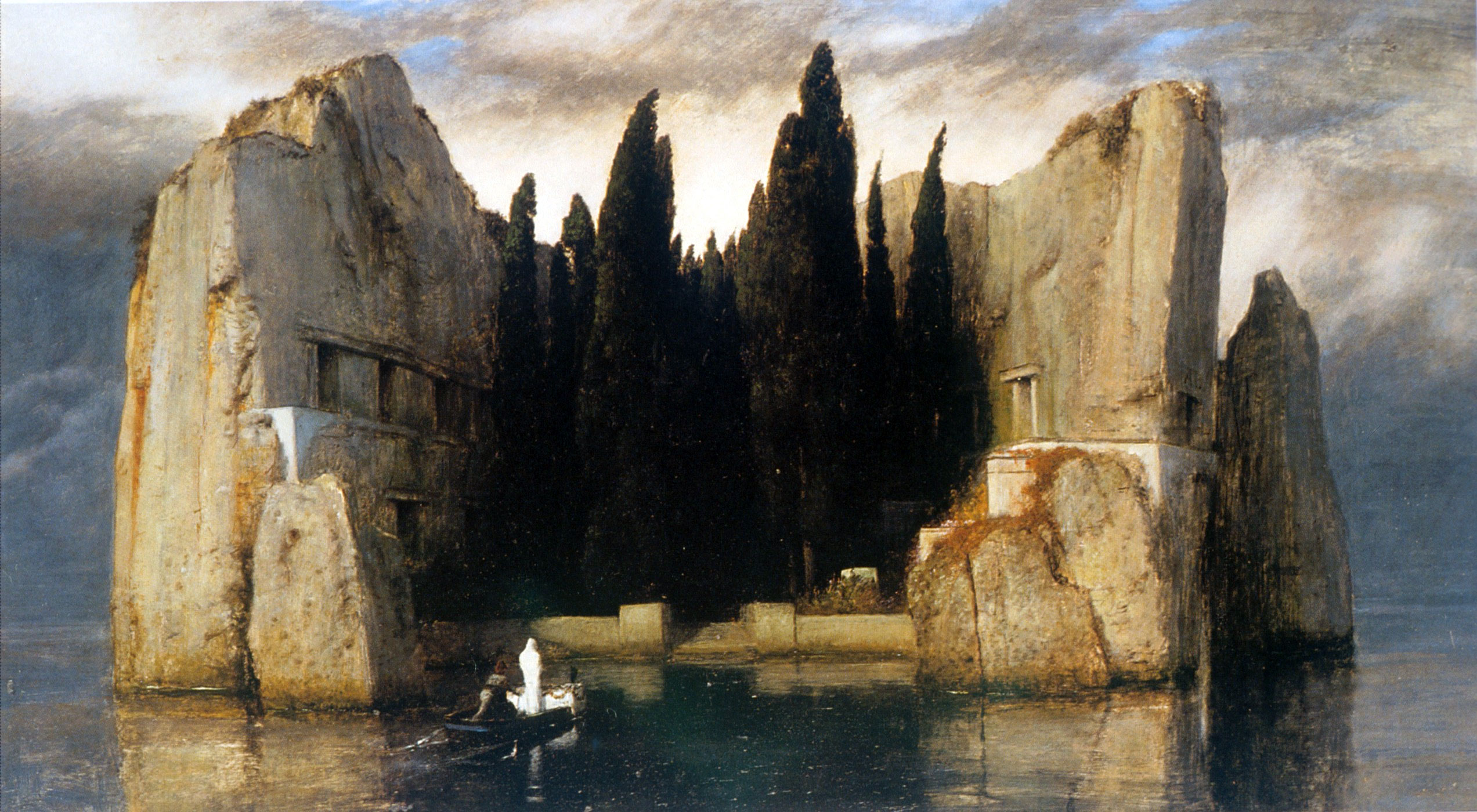
«Остров мёртвых» А. Бёклина

Превращение острова в семейную усыпальницу повлекло за собой принятие мер по ограждению захоронений от посторонних глаз многочисленных посетителей парка. Вместо деревянного моста, наведённого через узкий и мелкий пролив в 1798 году, с 1820-х годов была устроена паромная переправа, доступная только владельцам парка. Путь по переправе на «Остров мёртвых» открывался, главным образом, в дни похорон. На острове-кладбище не высаживались лиственные деревья, поэтому первоначально осенью он не расцвечивался яркими красками. Тёмная зелень елей и сосен создавала ощущение вечного покоя, тишины и печали.
К концу XIX века остров воспринимался современниками в контексте распространённой идеи «Острова мёртвых», воплощённой в одноимённой картине А. Бёклина. Паромная переправа символизировала путь в загробный мир.

## Современное состояние

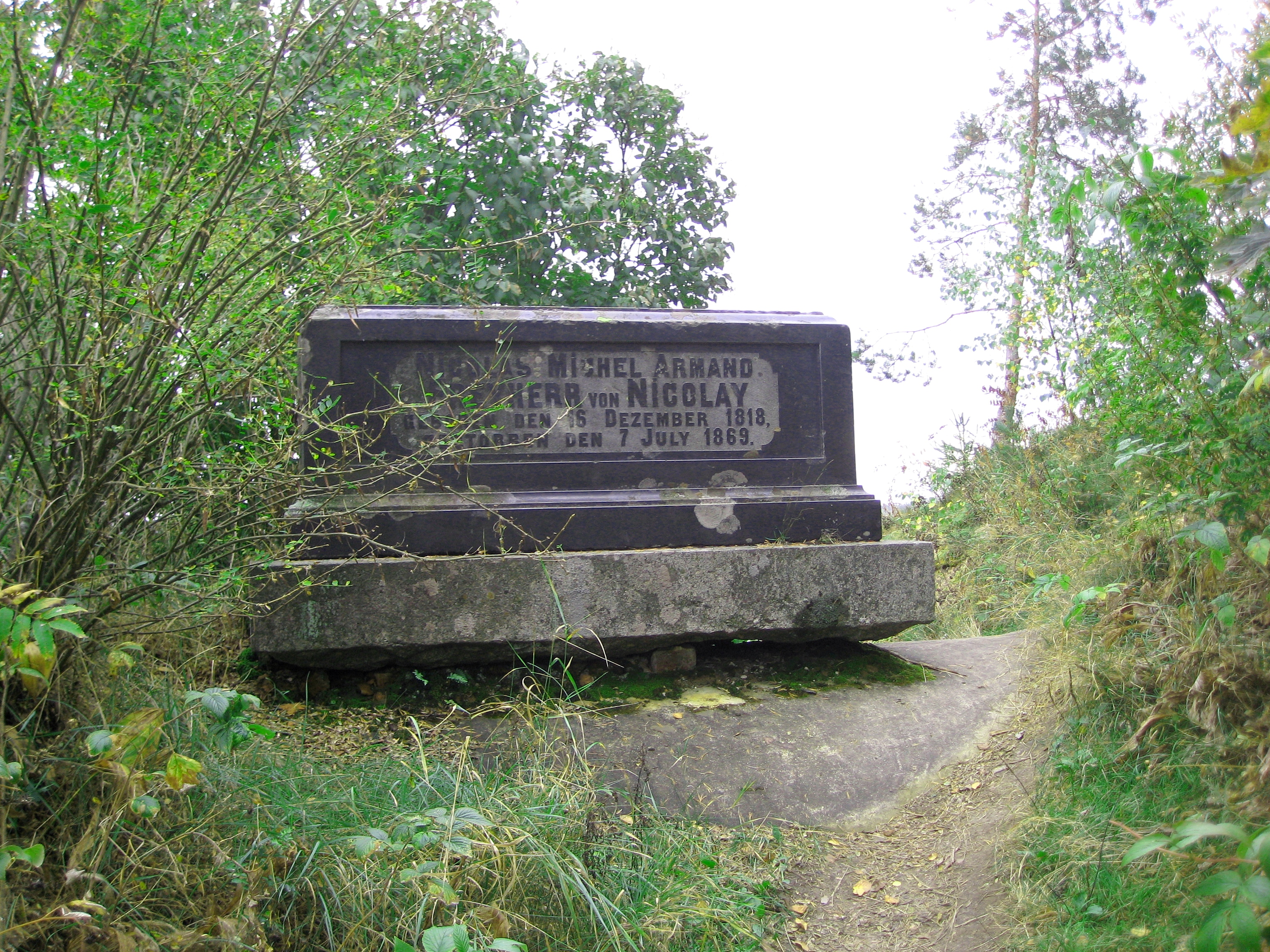
Надгробие Николаи

В послевоенное время парк Монрепо, перешедший в собственность советского государства, пришёл в упадок. Захоронения и переправа на остров подверглись актам вандализма; на Людвигштайне разрослись лиственные деревья. В последние годы на острове в рамках реставрации парка была восстановлена дорожно-тропиночная сеть, выполнены  берегоукрепительные работы.
В 2021 году на острове начались изыскательские работы, включающие геодезию, геологию, археологию, микологию и т.п. в целях разработки проектно-сметной документации на проведение ремонтно-реставрационных работ некрополя и капеллы.
По контракту полный комплекс проектно-сметной документации, где будет определена стоимость ремонтно-реставрационных работ,  должен быть готов в феврале 2022. Затем, по словам руководства музея-заповедника, «Парк Монрепо» подаст заявку на финансирование. При благоприятном стечении обстоятельств  реставрационные  работы на острове Людвигштайн начнутся в 2022-23 годах.